# Oestophora ortizi
Oestophora ortizi é uma espécie de gastrópode  da família Hygromiidae.
É endémica de Espanha.